# Bokermannohyla izecksohni
Bokermannohyla izecksohni är en groddjursart som först beskrevs av Jorge Jim och Ulisses Caramaschi 1979.  Bokermannohyla izecksohni ingår i släktet Bokermannohyla och familjen lövgrodor. IUCN kategoriserar arten globalt som akut hotad. Inga underarter finns listade.